# Теодор Гілл
Теодор Ніколас Гілл (англ. Theodore Nicholas Gill; 21 березня 1837, Нью-Йорк — 25 вересня 1914, Вашингтон) — американський теріолог, іхтіолог, малаколог та бібліотекар.

## Біографія
Народився і здобув освіту у Нью-Йорку у приватних репетиторів. Гілл рано проявив інтерес до природознавства. У 1863 році вступає на службу в Смітсонівський інститут. Він каталогізував ссавців, риб і молюсків, однак був добре обізнаний і з іншими рядами тварин. Працював бібліотекарем у Смітсонівському інституті, а також старшим асистентом Бібліотеки Конгресу США. У 1867 році був обраний членом Американського філософського товариства.
Гілл став професором зоології в Університеті імені Джорджа Вашингтона. Став президентом Американської асоціації сприяння розвитку науки у 1897 році.

## Публікації
- «Catalogue of the fishes of the eastern coast of North America, from Greenland to Georgia». Philadelphia 1861. (укр. Каталог риб східного узбережжя Північної Америки, з Гренландії в Грузію. Філадельфія 1861.)
- «Material for a bibliography of North American mammals». Washington 1877. (укр. Матеріал для бібліографії північноамериканських ссавців. Вашингтон 1877.)
- «Günther's literature and morphography of fishes. Forest and Stream», New York 1881. (укр. Гюнтерівська література і морфографія риб. Forest and Stream, Нью-Йорк 1881)
- «Scientific and popular views of nature contrasted. Judd & Detweiler», Washington 1882.
- «Addresses in memory of Edward Drinker Cope». Philadelphia 1897. (укр. Адреси пам'яті Едварда Коупа. Філадельфія 1897)
- «A remarkable genus of fishes, the umbras». Smithsonian, Washington 1904. (укр. Дивовижний рід риб, умбра. Смітсонівський університет, Вашингтон 1904.)
- «Angler fishes». 1909.
- «Notes on the structure and habits of the wolffishes». Washington 1911. (укр. Нотатки по структурі та звичках зубаток. Вашингтон 1911.)